# 新岳父大人
《新岳父大人》是一部发行于1991年的美国电影，主演史蒂夫·马丁和黛安·基顿。该片与1950年史宾塞·屈赛和琼·贝内特主演的电影《岳父大人》（Father of the Bride）重名，因此中文译名为《新岳父大人》。1995年，该片续集《新岳父大人之三喜臨門》发行。

## 剧情介绍
乔治班克斯是一个普通的中产阶级，他的女儿安妮22岁，决定嫁给一个富裕小子。乔治不敢想象没有女儿的日子该如何度过，有点轻微精神错乱。他的太太努力劝说他让安妮快乐。婚礼的日期到了，乔治也意识到女儿已经长大了。

## 角色
- 史蒂夫·马丁飾George Banks
- 黛安·基顿飾Nina Banks
- 金伯利·威廉姆斯飾Annie Banks-MacKenzie
- 马丁·肖特飾Franck Eggelhoffer

## 外部連結

### 新岳父大人
- 互联网电影数据库（IMDb）上《新岳父大人》的资料（英文）
- 爛番茄上《新岳父大人》的資料（英文）
- Metacritic上《新岳父大人》的資料（英文）
- Box Office Mojo上《新岳父大人》的資料（英文）
- AllMovie上《新岳父大人》的资料（英文）

### 新岳父大人之三喜臨門
- 互联网电影数据库（IMDb）上《新岳父大人2》的资料（英文）
- 爛番茄上《新岳父大人2》的資料（英文）
- Metacritic上《新岳父大人2》的資料（英文）
- Box Office Mojo上《新岳父大人2》的資料（英文）
- AllMovie上《新岳父大人2》的资料（英文）